# Al final de la calle - Los sótanos de la angustia
Al final de la calle - Los sótanos de la angustia es el quinto disco, y segundo doble, de la banda de rock peruano Leusemia. Trae temas memorables como "Sed de sed" y "Gatos de bronce".
Fue editado por la discográfica L-25.

## Canciones
Disco 1
1. Imago - Los anales del esfínter sonoro (7:59)
  - El Nacimiento de una Nación
  - Meteorismo
  - Eufónica Evakuación Final
2. Gatos de Bronce (1:30)
3. Sed de Sed (4:38)
4. Canto por ti (cover de Fernando Ubiergo) (5:06)
5. Al Colegio No Voy Más (2:17)
6. La Leyenda Inmortal del Rey Rojo (13:07)
  - La Perpetua Emigración
  - Desvarío
  - Caminando kon el Rey
7. Ofrenda (3:14)
8. Bonus: Shadow (2:02)

Disco 2 
1. Memorias (5:11)
2. Distancias (3:18)
3. El Trance de Novoa (13:32)
  - Revelación
  - Los Saberes Prohibidos
  - El letargo de Modorra
  - Las llaves del Abismo
4. La Karacola Subterránea (6:38)
5. Al final de la calle (de la banda sonora de una película innombrable) (25:28)
  - Leviatán
  - La Galería de los Rostros Silenciosos
  - El Martillo de las Dudas
  - La Calle L
  - En las Puertas de la Persecución
  - Rehén de una Historia
  - Enigma
  - Viaje al Centro de la Obscuridad
  - Solo Quiero Abrazar Cada Paso Que Das
6. El Oso (cover de Moris) (2:46)
7. Bonus: Universo I, Universo II y Universo III (7:49)
  - Alguien olvidó a Alguien en el Universo de alguien
  - Alguien extravió algo en el Centro del Universo de Todos
  - Alguien perdió todo en la Galaxia de unos cuantos.

## Trivia
- Originalmente, el tema que da título al disco, fue encargado a Daniel F para formar parte de la banda sonora de la película "Ciudad de M", por razones desconocidas, el tema no fue utilizado en la versión final de la película, aunque en los agradecimientos se menciona a Daniel F como encargado de la misma.
- De este disco se toman para el Tributo a Leusemia - 1983-2003: "Gatos de bronce" por Claudia Maurtua (vocalista de Ni Voz Ni Voto) y el Lobo, "Sed de sed" por el grupo de rock Campo de Almas y "Distancias" en dos versiones una de parte del grupo de rock Cardenales y otra del grupo de Nu metal D'Mente Común.
- Es la segunda colaboración de la banda con L-25.
- La versión original del disco se empaquetó en una caja como los viejos vinilos.
- El disco incluía revista y archivo de vídeo.
- En un DVD pirata se incluye el tema Imago con escenas del ballet "El lago de los cisnes". Extrañamente los cambios coinciden con las diferentes escenas y con algunos climas de la canción.
- La canción "Memorias" es la autobiografía de Daniel F.
- Para grabar el cover de Moris, Daniel F tuvo que contactar a su esposa (que es la mánager) y le dijo que no tenía problema con que la graben con tal que no la saquen en tecnocumbia (esto lo dice Daniel en el disco Canto Enfermo).

- Datos: Q5661868